# Himalayapiphare
Himalayapiphare (Ochotona roylei) är en däggdjursart som först beskrevs av Ogilby 1839.  Ochotona roylei ingår i släktet Ochotona och familjen pipharar. IUCN kategoriserar arten globalt som livskraftig.

## Utseende
Hela kroppslängden varierar mellan 15,5 och 20,5 cm. Vikten ligger mellan 130 och 180 gram och öronen är med en längd av 26 till 32 mm ganska stor jämförd med andra pipharars öron. Pälsen är på ovansidan gråbrun till silvergrå och den har under sommaren ofta rödaktiga skuggor. Undersidan är ljusgrå till vit.

## Utbredning och habitat
Pipharen förekommer i Himalaya i Nepal och Tibet samt norra Pakistan och nordvästra Indien. Arten vistas i bergstrakter som är 2400 till 4300 meter höga. Regionen är täckt av asiatiska tallar, rododendron och Himalayaceder (Cedrus deodara) med undervegetation av gräs.

## Ekologi
Födan utgörs av olika växtdelar och ibland skapar de förråd i form av höstapel.
Vanligen lever ett föräldrapar ihop med sina ungar. Per kull föds vanligen tre ungar och honor kan ha två kullar per år. Dräktigheten varar ungefär 30 dagar. Livslängden går upp till tre år.
Himalayapiphare lever i ett slags symbios med en fågel, Pnoepyga albiventer. Pipharen och fågeln använder samma viloplatser (troligen för att spara värme) men äter inte samma föda.

## Underarter
Arten delas in i följande underarter:
- O. r. roylei
- O. r. nepalensis

Ochotona macrotis betraktades tidigare som underart till Himalayapiphare men nyare studier fick resultatet att båda utgör självständiga arter. De är de troligen systertaxon.